# Brekkefossen

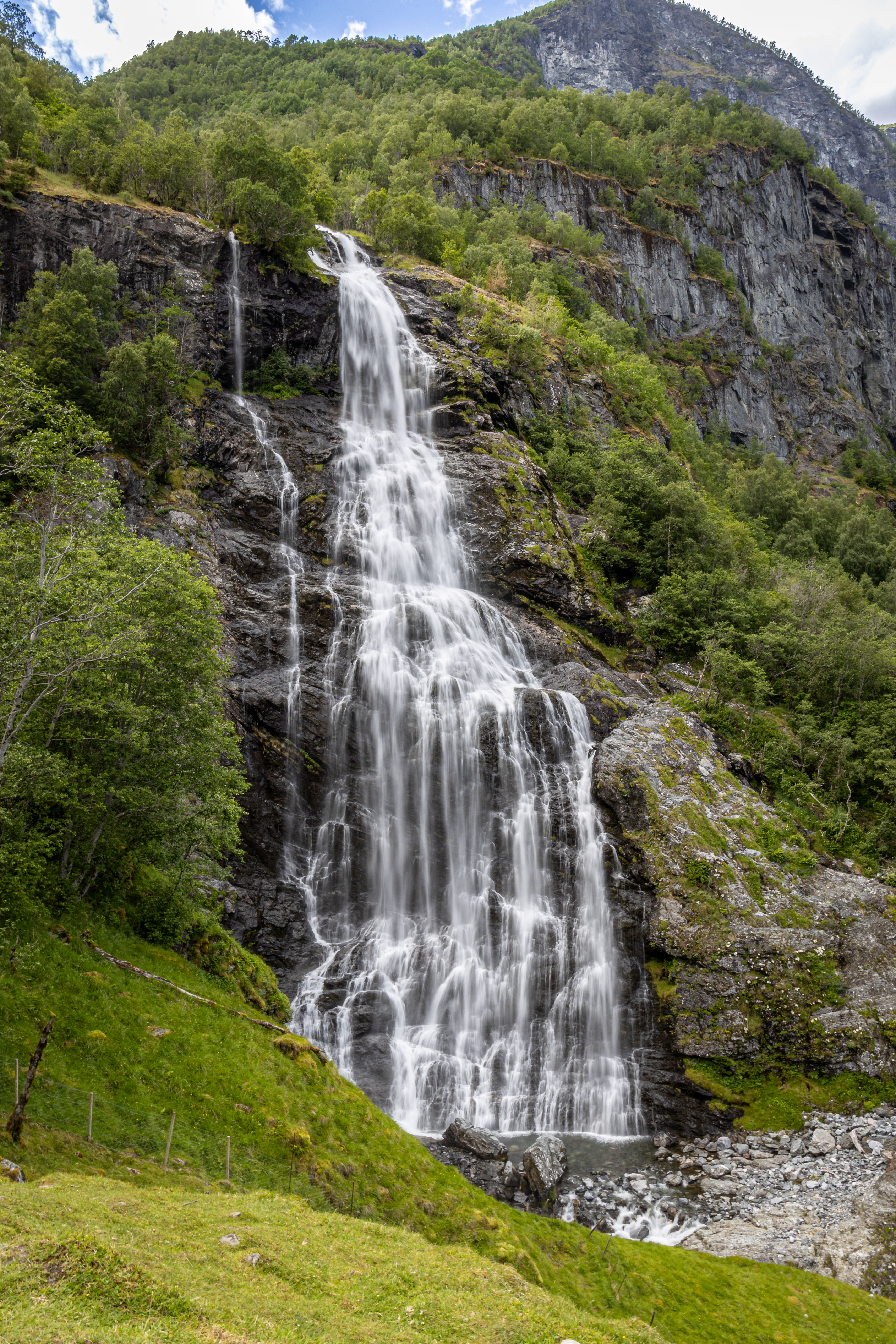
Brekkefossen

Brekkefossen is een waterval nabij Flåm, gemeente Aurland in de provincie Noorse provincie Vestland.
Het water van de rivier Brekkeelvi valt over een hoogte van 100 meter naar beneden en eindigt in de Flåmselvi. De rivier Brekkeelvi wordt gevoed met smeltwater van de Ljosdalen en heeft een verval van meer dan 800 meter. 
Stroomopwaarts op de Brekkeelvi bevindt zich een hoogvlakte met verschillende kleine meren die na een warme periode en in de zomer veel smeltwater te verwerken krijgen. In deze periode zwelt de Brekkefossen op tot een krachtige waterval.
De Brekkefossen ligt net buiten Flåm en is te zien vanuit de Flåmsbana. Vanuit de Flåmsbana zijn er meerdere kleine en grote watervallen te zien. Eerste de Rjoandefossen, Tunnshello, Kardalsfossen, de krachtige Kjosfossen en tot slot de Myrdalsfossen.